# 奥洛普
奥洛普（匈牙利語：Alap），是匈牙利费耶尔州所辖的一个村。总面积48.29平方公里，总人口1983，人口密度41.1人/平方公里（2011年1月1日）。